# Liste des bus à haut niveau de service
 (décembre 2008).
Ceci est une liste non exhaustive des bus à haut niveau de service dans le monde.

## Afrique

### Afrique du Sud
- Le Cap : MyCiTi (en)
- Johannesbourg : Rea Vaya (en)

### Côte d'Ivoire
- Abidjan : SOTRA[1],[2]

### Maroc
- Marrakech : BHNS de Marrakech[3]
- Agadir : Amalway
- Casablanca : Casabusway

### Nigeria
- Lagos : BHNS de Lagos

### Sénégal
- Dakar : BRT de Dakar

### Tanzanie
- Dar es Salaam : Bus à haut niveau de service de Dar es Salaam

### Tunisie
- Sfax : BHNS de Sfax (Projet)[4]

## Amérique du Nord

### Canada
- Brampton, Ontario : Brampton Transit (en) Züm (en), banlieue nord-ouest de Toronto
- Calgary, Alberta : Calgary Transit
- Halifax Nouvelle-Écosse : Halifax Transit (en) (avant Metro Transit) MetroLink (en),
- Mississauga, Ontario : MiWay (en) Mississauga Transitway (en) dans la banlieue Ouest de Toronto,
- Montréal, Québec : Société de transport de Montréal 439 Express Pie-IX (en construction),
- Ottawa, Ontario : OC Transpo Transitway,
- Ville de Québec, Québec : Réseau de transport de la Capitale Métrobus,
- Vancouver, Colombie-Britannique : R4 RapidBus (en), 95 B-Line (en), 96 B-Line (en), 97 B-Line (en), 98 B-Line et 99 B-Line (en),
- Waterloo (municipalité régionale) :Grand River Transit (en) iXpress (Grand River Transit),
- York (municipalité régionale) : VIVA dans la banlieue Nord de Toronto, .

### États-Unis
- Albuquerque, Nouveau-Mexique : Albuquerque Rapid Transit (en) et Rapid Ride (en),
- Boston, Massachusetts : "MBTA" Silver Line (en),
- Cleveland, Ohio : HealthLine (en),
- Denver, Colorado : Downtown Express (I-25 HOV),
- Eugene, Oregon : Emerald Express (en) (EmX), EmX,
- Kansas City, Missouri : Metro Area Express (en) (MAX),
- Las Vegas, Nevada : Metropolitan Area Express (en) (MAX),
- Los Angeles, Californie El Monte Busway (en).
- Los Angeles, Californie Orange Line (en) Metro Orange Line external link,
- Los Angeles, Californie : Harbor Transitway (en),
- Los Angeles, Californie : Metro Rapid (en),
- Miami, Floride : South Miami-Dade Busway,
- Minneapolis-St. Paul, Minnesota University of Minnesota transit,
- Minneapolis-St. Paul, Minnesota Metro Transit,
- Oakland, Californie : AC Transit 72R Rapid Bus,
- Orlando, Floride : Lynx (en) Lymmo,
- Phoenix, Arizona : City of Phoenix BRT,
- Pittsburgh, Pennsylvanie : Port Authority's East Busway, South Busway, and West Busway lines,
- Providence, Rhode Island : East Side Bus Tunnel (en),
- San Jose, Californie : Santa Clara Valley Transportation Authority, Rapid 522
- San Juan : Metro Urbano (es),
- Santa Monica, Californie : "Big Blue Bus (en)" Rapid 3,
- Seattle, Washington : Metro Bus Tunnel (en)
- Vancouver, Washington : C-Tran (en) The Vine (en)

### Mexique
- Acapulco : Acabús (es),
- Chihuahua : MetroBús Chihuahua (es),
- Ciudad Juárez : ViveBús (es),
- Guadalajara, Jalisco : "Macrobus (en)"
- León, Guanajuato : Optibus (es)
- Mexico, District Fédéral : Metrobús,
- Monterrey : TransMetro (es), Ecovía (es),
- Oaxaca de Juárez : SIT Oaxaca (es)
- Pachuca : Tuzobús (es)
- Puebla - San Andrés Cholula: RUTA (es)
- Villahermosa : Transbus - Transmetropolitano (es)

## Amérique du Sud

### Argentine
- Buenos Aires : Metrobús (Buenos Aires) (es),
- Santa Fe : Metrobús (Santa Fe) (es),
- La Matanza : Metrobús La Matanza (es),
- Rosario : Metrobus Norte[5],

### Brésil
- Curitiba : RIT,
- Florianópolis : SIT (pt),
- São Paulo: Expresso Tiradentes, Corredor Metropolitano São Mateus–Jabaquara (pt),
- Rio de Janeiro: TransOeste, TransOlímpica (pt), TransCarioca (en), TransBrasil (pt),
- Brasilia: Brasília Integrada (pt),

### Chili
- Concepción : BioBus (es) intégré avec le réseau de train de banlieue BioTren,
- Santiago du Chili : Transantiago,

### Colombie
- Barranquilla : TransMetro (es),
- Bogota : TransMilenio,
- Bucaramanga : Metrolínea (es),
- Cali : MIO (es),
- Cartagena : Transcaribe (es),
- Medellin : Metroplús (es),
- Pereira : Megabús (es),

### Équateur
- Quito : Metrobus-Q (es),
- Guayaquil : Metrovia,
- Cuenca : Línea 100 et Línea 200 (es),

### Guatemala
- Guatemala : Transmetro (es),

### Honduras
- Tegucigalpa : Metrobús Tegucigalpa (es),

### Panama
- Panama : Metrobús (Panamá) (es),

### Pérou
- Lima : Metropolitano (es)

### Venezuela
- Anzoátegui : TransAnzoátegui (es),
- Barinas : Bus Barinas (es),
- Barquisimeto : Transbarca (es) (inauguré en 2013[6]),
- Caracas : BusCaracas (es),
- Falcón : TransFalcón (es),
- Carabobo : TransCarabobo (es),
- Maracay : TransMaracay (es),
- Mérida : Trolmérida (es) (inauguré en 2007[7],

### Uruguay
- Montevideo : Corredor Agraciada/Garzón (es)

## Asie

### Chine: république populaire de Chine
- Beijing, Pékin : BHNS sur "Nan Zhongzhouxian" lancé à la fin décembre 2004,
- Changzhou,
- Chengdu (sur le viaduc du deuxième périphérique)
- Chongqing,
- Dalian,
- Guangzhou
- Hangzhou : construction débutant le 22 avril, 2006,
- Hefei,
- Jinan : construction en cours d'une première ligne E/O,
- Kunming,
- Shenzhen,
- Wuxi : 5 lignes en projet,
- Xi'an : Ligne E/O en projet,
- Xiamen,
- Zaozhuang,
- Zhengzhou,

### Taiwan: république de Chine
- Chiayi : entre Chiayi City et Gare THSR Chiayi,
- New Taipei : le projet de 2010 envisage deux liaisons : Shenkeng Line et An Keng line,
- Taoyuan : Taoyuan County, Dayuan Line, Sinwu line, Dasi line, Guishan Linkou Line routes,
- Taichung

### Indonésie
- Jakarta : TransJakarta

### Iran
- Téhéran : Tehran BRT (en), 10 lignes en fonctionnement[8],
- Tabriz : Tabriz BRT, 4 lignes en fonctionnement[9]
- Chiraz : Shiraz BRT, 1 ligne en fonctionnement[9],
- Isfahan : Isfahan BRT (en), 1 ligne en fonctionnement[10],

### Israël
- Haïfa : Metronit (en),

### Japon
- Nagoya : Nagoya Guideway Bus, Yutreet Line,
- Ibaraki : Ishioka Station-Hokota Station (Kashitetsu Bus), et Ishioka Station-Ibaraki Airport, Kantetsu Green Bus,

### Jordanie
- Amman : Amman Bus Rapid Transit (en),

### Philippines
- Cebu : Cebu Bus Rapid Transit System (en) (programmé pour 2021)[11]

### Thaïlande
- Bangkok : Bangkok BRT (en)
- Chiang Mai : Chiang Mai BRT[réf. nécessaire]
- Khon Kaen : Khon Kaen BRT (en) (projet annulé et converti en TLR, programmé pour 2022)[12]

## Europe

### Belgique
- Charleroi[13]

### Espagne

#### En service
- Barcelone : M5 (Castelldefels - Cornellà)
- Castellón de la Plana : Transporte Metropolitano de la Plana (depuis 2008)[14],
- Dos Hermanas : Metrobus.

#### En construction
- Las Palmas de Gran Canaria : MetroGuagua, en construction[15].

#### En projet
- Murcie : Tranvibus,
- Pampelune : Red Troncal,
- Séville : Tranvibus.

### Finlande
- Helsinki-Vantaa: Runkolinja 560,
- Helsinki-Espoo: Runkolinja 550
- Tampere, centre
- Turku, centre

### France

#### Lignes BHNS en service en France

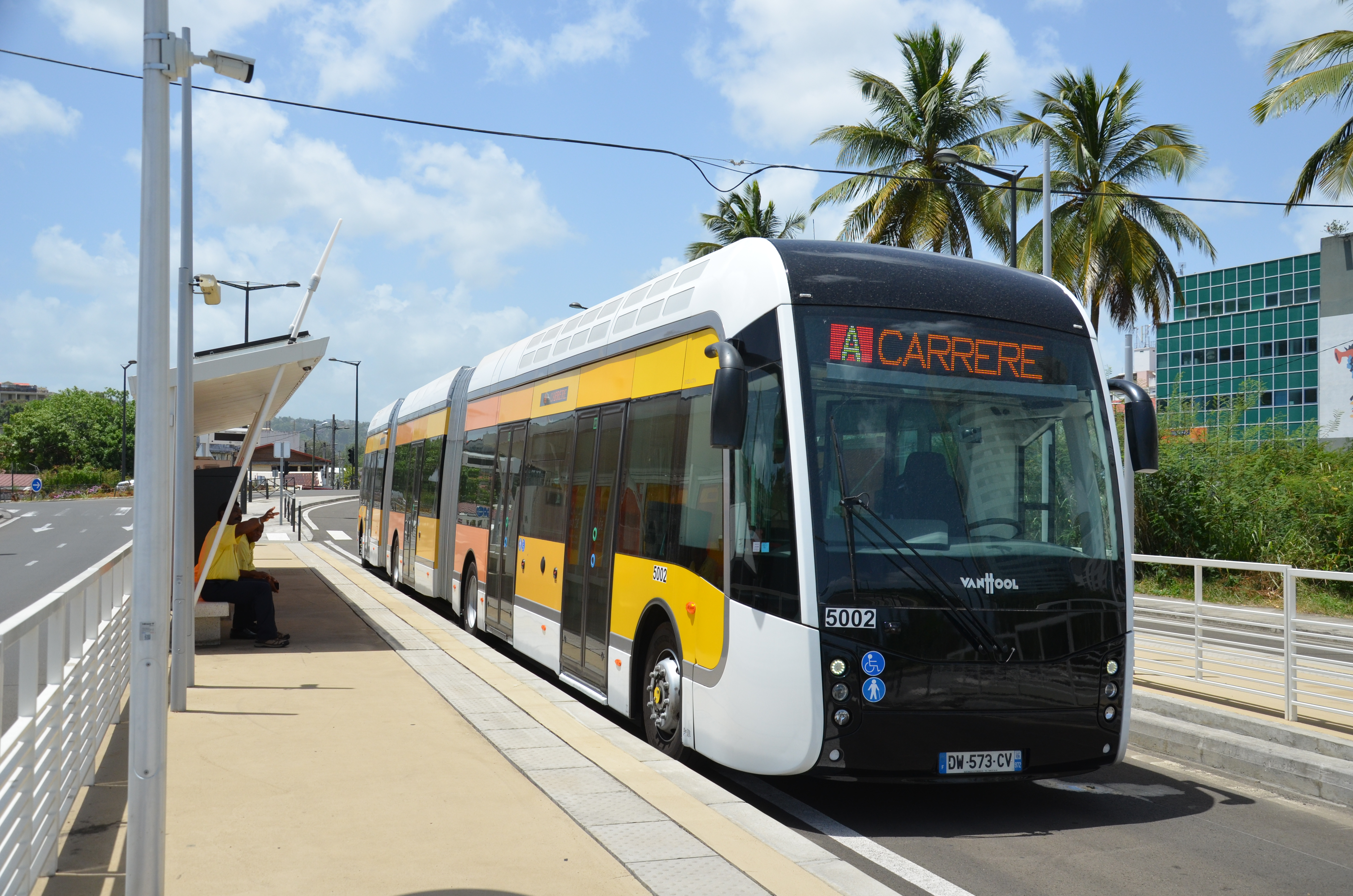
BHNS en Martinique.

- à Aix-en-Provence, l'Aix'press[16] a été mis en service le 2 septembre 2019[17] ;.
- à Antibes, la ligne Envibus A ;
- à Amiens, le service de BHNS « Nemo » (concerne quatre lignes, dont seulement trois avec un matériel roulant électrique)[18]  depuis mai 2019[19] ;
- à Angoulême, le BHNS Réseau Möbius ;
- à Annemasse, le Tango circule depuis la restructuration du réseau TAC le 15 décembre 2019. La ligne Tango permet de relier Ville-la-Grand à Vétraz-Monthoux, tout en passant au cœur d'Annemasse.
- à Avignon, les lignes C2 et C3 entreront en service en décembre 2019 malgré une inauguration le 19 octobre 2019. Le réseau de BHNS du Grand Avignon se nomme Chron'hop. En effet si les deux lignes ont été inaugurées les travaux ne sont pas terminés et les véhicules pas encore livrés.
- dans l'agglomération de Bayonne, la ligne 1 « Tram'bus »[20], un autobus entièrement électrique[21], est  entré en service le 2 septembre 2019[22]. ;
- à Belfort, le bus à haut niveau de service de Belfort ;
- à Besançon, la ligne 3 dans sa première partie (TEMIS-Gare de la Viotte) ;
- à Béthune, les lignes bulles.
- à Cannes, le Palm Express ;
- à Chalon-sur-Saône, la ligne Flash 1, de 2012 à 2019 [23]
- à Cherbourg-en-Cotentin, les lignes 1, 2, 3 et 4 du BNG ;
- à Clermont-Ferrand, il s'agit des lignes B (Royat-Place-Allard à Stade Marcel Michelin) et C (Tamaris à Cournon Descartes) ;
- à Douai, le bus à haut niveau de service de Douai ;
- à Dunkerque
- en Ile de France : le Tvm, la ligne 393, le T Zen 1, le Barreau de Gonesse, le TCSP Massy-St-Quentin-en-Yvelines
- au Mans, la ligne 3 du BHNS du Mans ;
- dans la métropole européenne de Lille, les Lianes ;
- à Lens, avec les lignes "Bulles"
- à Lorient, le Triskell  depuis 2017 ;
- à Lyon, le BHNS passe par les lignes C1, C2 et C3 de trolleybus du réseau TCL ;
- à Marseille, il s'agit des Bus à haut niveau de service ;
- en Martinique, la ligne de TCSP entre Fort-de-France et Le Lamentin depuis août 2018 ;
- à Metz, le Mettis (ligne A et ligne B);
- à Mulhouse, le bus à haut niveau de service de Mulhouse ;
- à Nancy, le nouveau trolleybus de Nancy et le bus à haut niveau de service de Nancy ;
- à Nantes, le Busway de Nantes, lignes 4 et 5 ;
- à Nîmes, les lignes T1 et T2
- dans le Grand Nouméa, le projet « Neobus » est entré en service en octobre 2019.
- à Pau, Fébus depuis juillet 2019. Cette unique ligne de BHNS circule grâce à 8 VanHool ExquiCity, qui ont la particularité de recevoir, ici, une motorisation hydrogène. Ces bus, commandés par le réseau Idélis, bénéficient de prises électriques et de sièges en cuir ;

- à Rouen, le TEOR ;

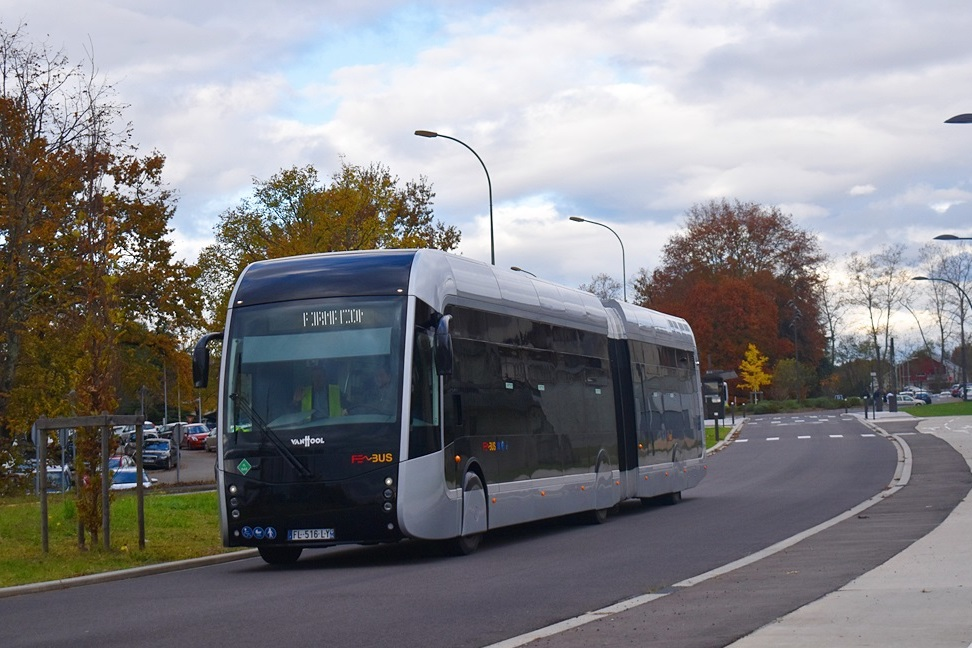
Bus à Haut Niveau de Service de Pau.

- à Saint-Brieuc, le TEO (Transport Est-Ouest) ;
- à Saint-Nazaire (Loire-Atlantique), Hélyce ;
- à Strasbourg, les lignes G et H[24] (bus à haut niveau de service de Strasbourg) ;
- à Toulouse, le seul et unique projet de construction de ligne BHNS a été abandonné à la faveur d'un changement de municipalité ; la ville dispose malgré tout de lignes fonctionnant comme un BHNS, en site propre sur tout le tracé ou non : Linéo ;
- dans la métropole de Tours, Tempo 2 dessert Tours et Chambray-lès-Tours[25].

#### En construction ou en projet
• à Bourges, BHNS en projet sur 24km répartie sur les lignes 1,2,3,4 et 20 prévu pour Septembre 2026.
- à Montpellier : projet de 4 lignes de BHNS, mise en service prévue entre 2025 et 2026 ;
- à Paris, un BHNS pourrait voir le jour sur les quais hauts de la rive droite, à la suite de la décision d'Anne Hidalgo ;
- en région parisienne, le BHNS passera par le TCSP Barreau de Gonesse, la ligne de bus RATP 393, la ligne 1 du T Zen et le Trans-Val-de-Marne ;
- à Bordeaux, plusieurs lignes de bus express sont en projet, la première doit ouvrir en juin 2024[26] ;
- à Metz, une troisième ligne de Mettis est en projet pour 2025, reliant Marly à Metz-Centre via Montigny-les-Metz[27]. La Ligne A du Mettis devrait quant à elle être prolongée à Borny vers l’hôpital Robert-Schuman au moyen d’une nouvelle branche[27].
- à Nancy, une 5ème ligne de BHNS (ligne T5) est projetée pour une mise en service annoncée en août 2025. Elle devra relier Houdemont Porte Sud/ Vandoeuvre Roberval à Maxéville Pont Fleuri ;
- à Thionville, un BHNS est prévu pour 2026[28] ;
- à Chartres, le BHNS ouvrira ses portes à l’horizon 2023-2024. 4 lignes seront créées (en sens des aiguilles d'une montre, en commençant par le nord-est) : Gare-Madeleine, Gare-Hôpital, Gare-Lucé, et Gare-Mainvilliers ; la ligne Gare-Madeleine étant la première à être mise en service, suivie par la ligne Gare-Lucé ;
- À Reims, le maire Arnaud Robinet veut mettre en place deux lignes, sud-nord et est-ouest, de BHNS d'ici la fin du mandat, qui s'ajouteraient aux lignes de tramway et à l'ensemble du réseau Citura[29]
- à Brest, une ligne de BHNS verra le jour en 2026
- à Limoges, un projet de 2 lignes de BHNS devrait voir le jour à l'horizon 2028-2030[30] ;
- à Rennes, plusieurs lignes de trambus reliant les communes de Rennes Métropole au réseau du métro sont en projet. Elles pourraient être achevées d'ici 2030 à 2035[31].
- à Mamoudzou, une ligne de BHNS verra le jour en 2024[32].
- à Toulon, un BHNS est prévu pour 2028[33].

### Grèce
- Athènes : Thermal Bus Company,
- Thessalonique : OASTH (Thessaloniki Urban Transport Organization)

### Italie
En service
- Rimini-Riccione: Metromare

En construction ou en projet
- Gênes: 4 Assi di Forza - Supérbus - projet de 4 lignes de BHNS, mise en service prévue entre 2024 et 2026

### Royaume-Uni

#### Angleterre
- Belfast : Glider (en)
- Cambridgeshire : Cambridgeshire Guided Busway (en)
- Crawley : Fastway (en)
- Leeds : Leeds Supertram
- Manchester : Leigh-Salford-Manchester (BHNS) (en)

#### Pays de Galles
- Swansea : Swansea Metro

### Pays-Bas
- Almere : principales lignes du réseau,
- Eindhoven :
- Schiphol : Zuidtangent
- Utrecht : ligne 1 pour l'Université, campus "De Uithof"

### Suède
- Göteborg : Stombussar (sv)
- Jönköping : Citybussarna (sv)
- Linköping : Stomlinjer (sv)
- Malmö : Huvudlinjer (sv)
- Örebro : Stombussar (sv)
- Stockholm : Blåbussar

### Turquie
- Istanbul : Metrobüs

## Océanie

### Australie
- Adélaïde : O-Bahn Busway,
- Brisbane : South East (en), Northern (en), et Eastern (en) Busways,
- Perth, Australie : Kwinana Freeway bus lanes,
- Melbourne : SmartBus (en)
- Sydney, Australie : B-Line (en) Liverpool-Parramatta T-way (en), North-West T-way (en), Metrobus (Sydney) (en), et M2 Bus Corridor.

### Nouvelle-Zélande
- Auckland : Northern Busway (en), Central Connector (en) (en cours de conversion en tramway)[réf. nécessaire], Eastern Busway (en) (programmé pour 2026[34]), Causeway (Est du Parc Perth-Victoria), Beaufort Street Inglewood,

## Article(s) connexe(s)
- Transports collectifs en site propre (TCSP)